# Campionati del mondo di atletica leggera 2005 - Lancio del giavellotto femminile
La gara di lancio del giavellotto femminile ai Campionati del mondo di atletica leggera di Helsinki 2005 si è disputata nelle giornate del 12 agosto (qualificazioni) e 14 agosto (finale).

## Podio
| Posizione | Atleta              | Paese    |
| --------- | ------------------- | -------- |
| Oro       | Osleidys Menéndez   | Cuba     |
| Argento   | Christina Obergföll | Germania |
| Bronzo    | Steffi Nerius       | Germania |

## Qualificazioni

### Gruppo A
| Pos. gruppo | Pos. globale | Nome                   | Nazione     | Tentativi | Tentativi | Tentativi | Misura (m) | Note                                     |
| Pos. gruppo | Pos. globale | Nome                   | Nazione     | 1         | 2         | 3         | Misura (m) | Note                                     |
| ----------- | ------------ | ---------------------- | ----------- | --------- | --------- | --------- | ---------- | ---------------------------------------- |
| 1           | 2            | Osleidys Menéndez      | Cuba        | 65,77     | —         | —         | 65,77      |                                          |
| 2           | 4            | Christina Obergföll    | Germania    | X         | 59,60     | 61,59     | 61,59      |                                          |
| 3           | 6            | Mikaela Ingberg        | Finlandia   | 56,52     | 55,58     | 61,06     | 61,06      | Miglior prestazione personale stagionale |
| 4           | 8            | Goldie Sayers          | Regno Unito | 60,67     | —         | —         | 60,67      |                                          |
| 5           | 9            | Christina Scherwin     | Danimarca   | X         | 60,11     | X         | 60,11      |                                          |
| 6           | 12           | Aggeliki Tsiolakoudi   | Grecia      | 54,35     | 57,15     | 59,06     | 59,06      |                                          |
| 7           | 15           | Mercedes Chilla        | Spagna      | X         | 57,82     | 58,38     | 58,38      |                                          |
| 8           | 18           | Olha Ivankova          | Ucraina     | 56,56     | 55,56     | 56,53     | 56,56      |                                          |
| 9           | 19           | Claudia Coslovich      | Italia      | 54,29     | 55,78     | X         | 55,78      |                                          |
| 10          | 21           | Kim Kreiner            | Stati Uniti | 55,05     | 50,55     | 52,88     | 55,05      |                                          |
| 11          | 23           | Felicia Ţilea-Moldovan | Romania     | X         | 50,66     | 54,68     | 54,68      |                                          |
| 12          | 24           | Noraida Bicet          | Cuba        | X         | 54,52     | X         | 54,52      |                                          |
| 13          | 25           | Inga Stasiulionyté     | Lituania    | 54,38     | 51,22     | 51,53     | 54,38      |                                          |
| 14          | 26           | Moonika Aava           | Estonia     | 50,57     | 54,24     | 52,60     | 54,24      |                                          |
| 15          | 28           | Mariya Yakovenko       | Russia      | 50,37     | 49,85     | 49,93     | 50,37      |                                          |

### Gruppo B
| Pos. gruppo | Pos. globale | Nome                | Nazione   | Tentativi | Tentativi | Tentativi | Misura (m) | Note                                     |
| Pos. gruppo | Pos. globale | Nome                | Nazione   | 1         | 2         | 3         | Misura (m) | Note                                     |
| ----------- | ------------ | ------------------- | --------- | --------- | --------- | --------- | ---------- | ---------------------------------------- |
| 1           | 2            | Steffi Nerius       | Germania  | 66,52     | —         | —         | 66,52      | Miglior prestazione personale            |
| 2           | 3            | Sonia Bisset        | Cuba      | 64,50     | —         | —         | 64,50      |                                          |
| 3           | 5            | Laverne Eve         | Bahamas   | 54,27     | 57,68     | 61,12     | 61,12      | Miglior prestazione personale stagionale |
| 4           | 7            | Paula Tarvainen     | Finlandia | 58,53     | X         | 60,83     | 60,83      | Miglior prestazione personale stagionale |
| 5           | 10           | Zahra Bani          | Italia    | 60,09     | X         | 55,76     | 60,09      |                                          |
| 6           | 11           | Rumyana Karapetrova | Bulgaria  | 57,45     | 59,22     | 58,07     | 59,22      |                                          |
| 7           | 13           | Barbora Špotáková   | Rep. Ceca | 57,21     | 56,51     | 58,74     | 58,74      |                                          |
| 8           | 14           | Olivia McKoy        | Giamaica  | 58,49     | X         | 54,63     | 58,49      |                                          |
| 9           | 16           | Barbara Madejczyk   | Polonia   | 48,11     | 57,14     | 56,66     | 57,14      |                                          |
| 10          | 17           | Inga Kožarenoka     | Lettonia  | 53,78     | 56,71     | 50,46     | 56,71      |                                          |
| 11          | 20           | Nikolett Szabó      | Ungheria  | 53,01     | 52,26     | 55,17     | 55,17      |                                          |
| 12          | 22           | Savva Lika          | Grecia    | 48,33     | 50,24     | 55,03     | 55,03      |                                          |
| 13          | 27           | Juan Xue            | Cina      | 50,53     | 53,81     | X         | 53,81      |                                          |
| 14          | 29           | Serafina Akeli      | Samoa     | 43,52     | 47,37     | 46,59     | 47,37      |                                          |
| —           | —            | Miréla Manjani      | Grecia    | X         | X         | X         | nm         |                                          |

## Finale
| Posizione | Nome                 | Nazione     | Tentativi | Tentativi | Tentativi | Tentativi | Tentativi | Tentativi | Misura (m) | Note                                     |
| Posizione | Nome                 | Nazione     | 1         | 2         | 3         | 4         | 5         | 6         | Misura (m) | Note                                     |
| --------- | -------------------- | ----------- | --------- | --------- | --------- | --------- | --------- | --------- | ---------- | ---------------------------------------- |
| 1         | Osleidys Menéndez    | Cuba        | 71,70     | X         | —         | 65,53     | 63,80     | —         | 71,70      | Record mondiale                          |
| 2         | Christina Obergföll  | Germania    | 61,55     | 70,03     | —         | —         | —         | 59,67     | 70,03      | Record europeo                           |
| 3         | Steffi Nerius        | Germania    | 65,96     | X         | X         | 64,26     | 64,35     | X         | 65,96      |                                          |
| 4         | Christina Scherwin   | Danimarca   | 59,36     | 62,32     | 60,04     | 63,43     | X         | X         | 63,43      | Record nazionale                         |
| 5         | Zahra Bani           | Italia      | 55,28     | 60,71     | 54,06     | X         | 56,16     | 62,75     | 62,75      | Miglior prestazione personale            |
| 6         | Paula Tarvainen      | Finlandia   | 62,64     | X         | X         | X         | 56,89     | X         | 62,64      | Miglior prestazione personale stagionale |
| 7         | Sonia Bisset         | Cuba        | X         | 59,55     | 59,71     | 58,62     | 61,75     | 60,57     | 61,75      |                                          |
| 8         | Aggeliki Tsiolakoudi | Grecia      | 57,30     | 57,99     | 56,78     | X         | X         | 56,63     | 57,99      |                                          |
| 9         | Mikaela Ingberg      | Finlandia   | 56,77     | 55,70     | 57,54     |           |           |           | 57,54      |                                          |
| 10        | Laverne Eve          | Bahamas     | X         | 51,96     | 57,10     |           |           |           | 57,10      |                                          |
| 11        | Rumyana Karapetrova  | Bulgaria    | 57,06     | 53,54     | 55,73     |           |           |           | 57,06      |                                          |
| 12        | Goldie Sayers        | Regno Unito | 54,44     | 54,16     | 52,94     |           |           |           | 54,44      |                                          |